# Locomotiva

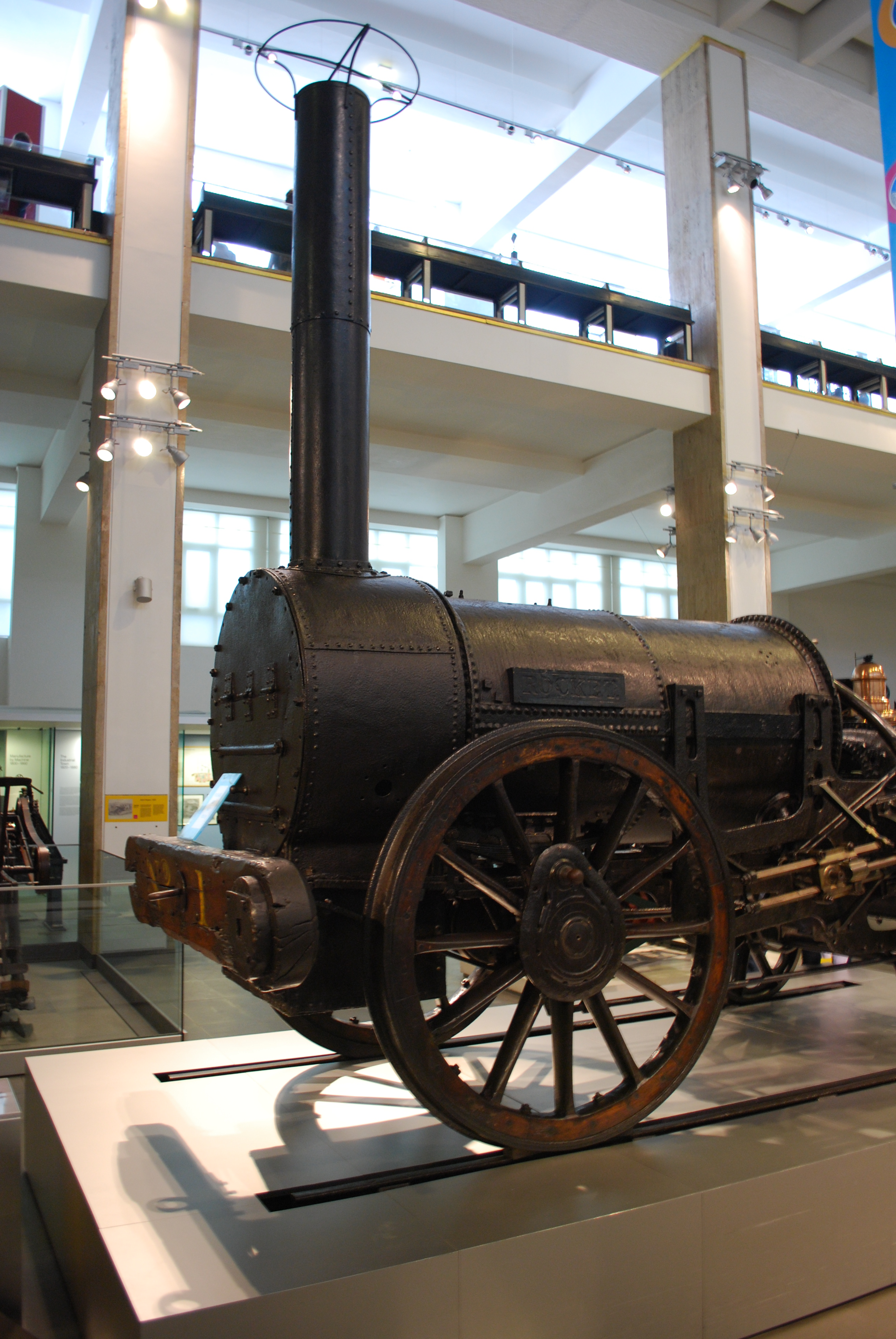
La locomotiva Rocket di Stephenson

La locomotiva è un veicolo ferroviario munito di motore (unità di trazione) e di cabina di guida che viene usato, nel trasporto ferroviario, per la trazione (spinta o trainata) di un convoglio (treno o manovra) su un binario ferroviario.

## Storia

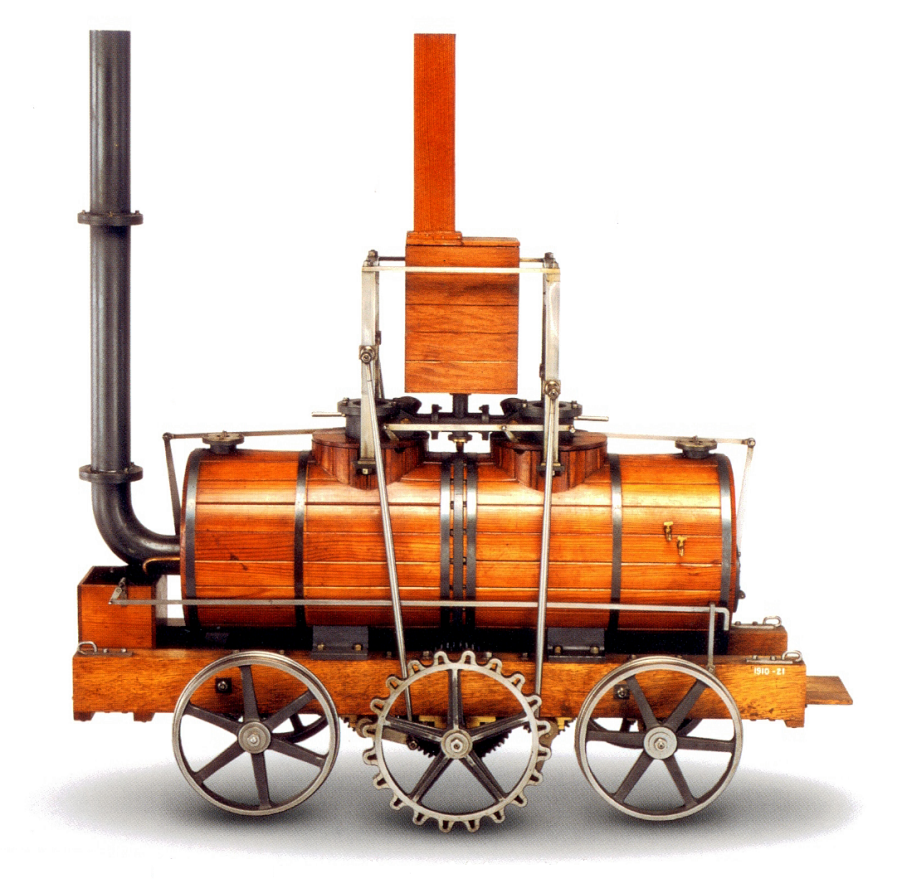
La locomotiva Salamanca di John Blenkinsop

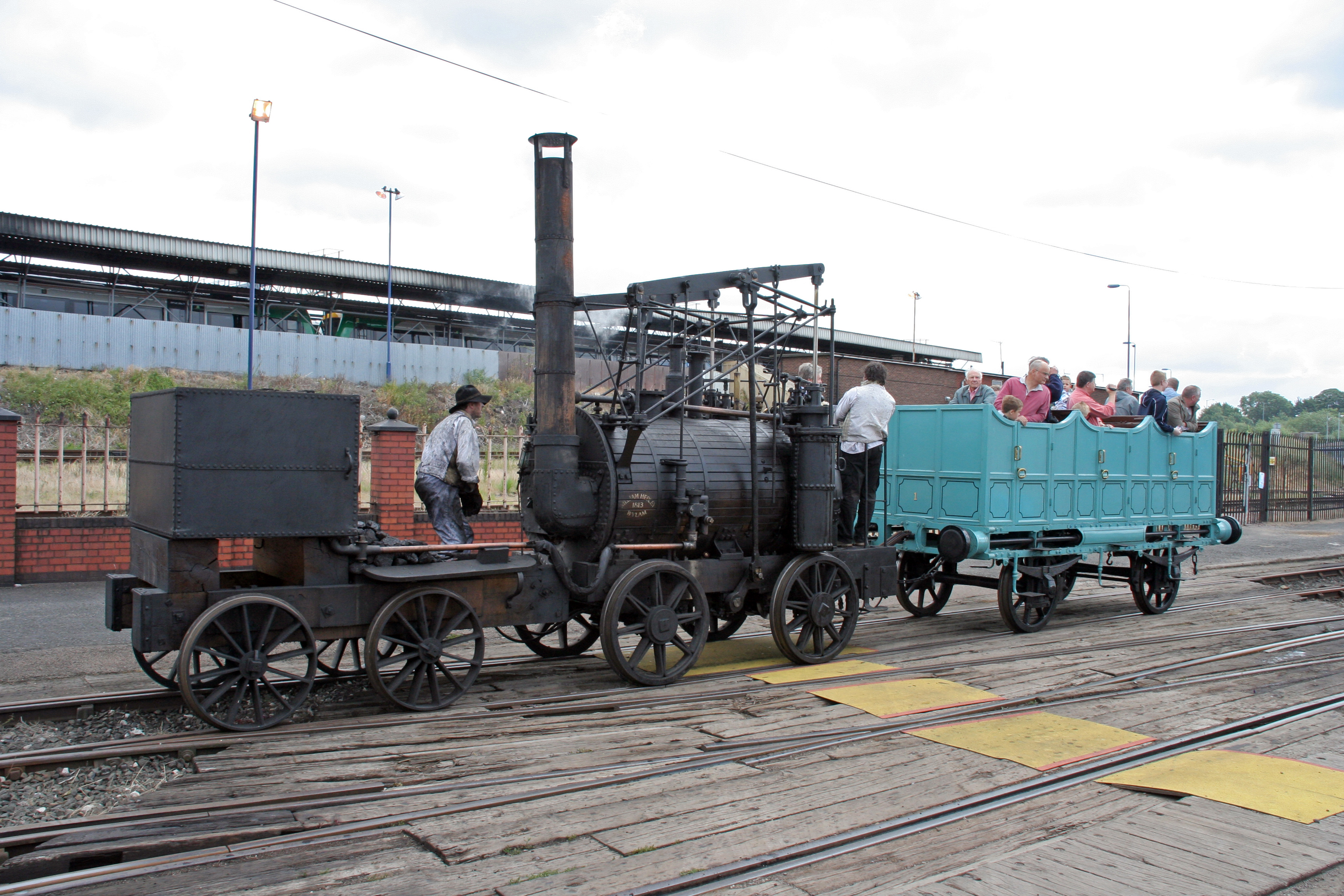
Una locomotiva Puffing Billy ricostruita

### Le origini
È opinione diffusa che i primi tentativi di applicazione della forza del vapore a dispositivi in grado di trainare veicoli e sostituire la forza dell'uomo e degli animali si ebbe nelle miniere di carbone in seguito alla cosiddetta rivoluzione industriale. Questi tentativi segnano l'atto di nascita della locomotiva a vapore e il momento in cui la forza meccanica cominciò a sostituire quella degli animali nei lavori pesanti.
Alla fine del XVIII secolo il motore a vapore cominciava a diffondersi in ambito industriale e vi furono i primi tentativi di applicazione delle caldaie a mezzi di trasporto.
Il primo che riuscì a far muovere un veicolo su rotaia grazie alla forza del vapore fu l'inventore inglese Richard Trevithick, che nel febbraio 1804 costruì la prima locomotiva a vapore funzionante per la miniera di Penydarren nel Galles. La macchina di Trevithick era semplice e spartana, una semplice caldaia in ferro con un camino posto presso la bocca di caricamento del carbone. Il vapore prodotto veniva convogliato ad un cilindro orizzontale al lato opposto del camino, che trasmetteva il movimento ad un asse motore tramite un semplice biellismo. La caldaia raggiungeva la pressione di circa 2,8 bar, ed era dotata di una valvola di sfogo per le sovrappressioni. Nel 1808 Trevithick costruì una seconda macchina, simile, chiamata ironicamente Catch me who can (Mi acchiappi chi può); questa era a cilindro verticale.
Nel 1812 l'ingegnere Matthew Murray e l'industriale John Blenkinsop costruirono la prima macchina a due cilindri, da 203 mm di diametro ciascuno. Anche in questo caso i cilindri erano verticali e collegati con un meccanismo simile a quello di Trevithick. L'asse motore era dotato di rudimentali ruote dentate che agivano su una cremagliera per far presa sul binario e muovere il veicolo. Questa macchina, a tre assi, denominata Salamanca, aveva dimensioni maggiori rispetto a quella di Trevithick e si dimostrò adatta a trasportare il carbone della miniera di Middleton (di proprietà di Blenkinsop). Ne vennero prodotti altri tre esemplari che servirono ininterrottamente fino agli anni trenta del XIX secolo nonostante gli alti costi di mantenimento e i frequenti guasti della ruota dentata.
Nel 1813 l'ingegnere William Hedley, il motorista Jonathan Forster e il fabbro Timothy Hackworth costruirono una nuova locomotiva per Christopher Blackett, proprietario della miniera di Wylam Colliery presso Newcastle upon Tyne. Questa macchina, denominata Puffing Billy, condivideva la struttura a tre assi con la Salamanca, ma era priva di assi dentati; la trazione veniva data dal semplice attrito ruota-rotaia, come per la locomotiva Pennydarren di Trevithick. La trasmissione in compenso era molto più complessa, con una coppia di bilancieri collegati ai cilindri che muovevano un ingranaggio che metteva in rotazione le ruote.
George Stephenson costruì nel 1814 la sua prima locomotiva: ingegnere motorista presso la miniera di Killingworth costruì una macchina ispirata alle precedenti, chiamata Blucher. La caldaia, lunga 2430 mm e di 863 mm di diametro esterno (507 interno) alimentava due cilindri da 203 mm di diametro per 609 mm di corsa. La Blucher pur essendo di meccanica tradizionale, aveva alcune significative innovazioni: per la prima volta le ruote erano dotate di bordini interni per tenere la macchina sul binario (invece di usare il binario stesso come guida), e per la prima volta i cilindri (ancora verticali) erano collegati direttamente alle ruote motrici.
Nel 1821 Stephenson costruì la Locomotion per la Stockton and Darlington Railway: era in grado di percorrere 15 km a 39 km/h, portando 80 tonnellate di carico. Fino ad allora tuttavia il problema principale era costituito dalla scarsa produzione di vapore della caldaia.

### Nascita della caldaia tubolare
La prima locomotiva che può definirsi moderna fu, nel 1829 la Rocket ideata da George Stephenson in collaborazione con il figlio Robert. Per la prima volta veniva usata una caldaia a struttura multitubolare che aumentava fortemente la superficie di riscaldamento mantenendo una superficie di graticola abbastanza ridotta. L'invenzione di incorporare molti tubi di fiamma in una caldaia, (detta multi-tubolare), fu brevettata da Marc Seguin, nel 1827, inventore francese che collaborava con Stephenson e fu il primo costruttore di locomotive a vapore in Francia. Inoltre per la prima volta lo scarico dei fumi veniva forzato mediante un eiettore alimentato dai vapori esausti dei cilindri che migliorava la prestazione complessiva della macchina. La locomotiva vinse i Rainhill Trials nell'ottobre del 1829, entrando poi in servizio sulla Liverpool-Manchester.
Sempre nel 1829 la Compagnia del Canale del Delaware & Hudson acquistò dall'Inghilterra la Stourbridge Lemon, che fu la prima locomotiva in servizio sul continente americano, destinata a trasportare carbone tra Carbondale e Hones (Pennsylvania). L'esperimento tuttavia fallì a causa delle rotaie troppo deboli.

### Esperimenti negli Stati Uniti d'America
Anche negli Stati Uniti d'America alcuni inventori si cimentarono nell'impresa di costruire locomotive a vapore: Peter Cooper costruì una rudimentale locomotiva che avrebbe dovuto servire tra Baltimora e l'Ohio la cui caldaia era costruita con tubazioni ricavate da canne di fucile ma la macchina sviluppava soltanto 1,43 cavalli vapore. Dal 1830 gli esperimenti cominciarono a dare qualche risultato con la costruzione della Best Friend, che aveva una rudimentale caldaia verticale, e della West Point del (1831), più tradizionale e caratterizzata dalla lunga caldaia e dai cilindri inclinati. Nel 1831 venne presentata la South Carolina, una strana e lunghissima macchina simmetrica con due corpi caldaia contrapposti, due grandi ruote motrici centrali e due camini alle estremità; la postazione di guida stava al centro, con il guidatore arrampicato sopra le due caldaie. Nel 1832 fu costruita la Atlantic, Phineas Davis, altra macchina dalla sagoma peculiare per via della caldaia e dei camini ritti al centro dell'ampio pianale.
Nel 1832 Matthias W. Baldwin presentò la sua prima macchina, la Old Ironsides; in seguito avrebbe fondato la Baldwin Locomotive Works il colosso del settore delle costruzioni ferroviarie.
Le macchine statunitensi tuttavia anche se innovative ed insolite erano ancora poco efficienti. Gli inglesi invece continuarono lo sviluppo su una linea più tradizionale in cerca di maggiore efficienza e potenza.

## Evoluzione e sviluppo

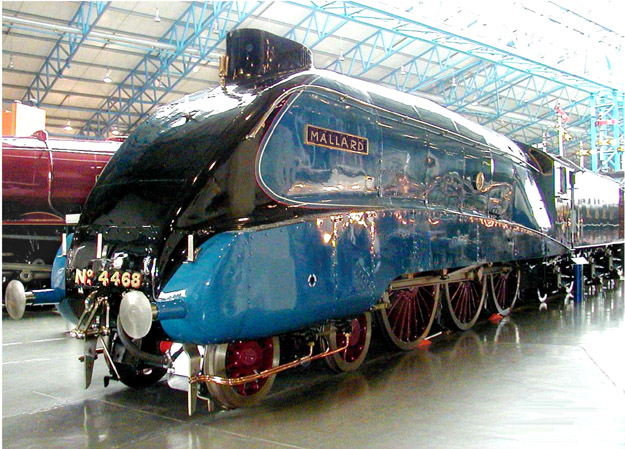
La locomotiva a vapore del record di velocità Mallard

La costruzione delle locomotive a vapore è proseguita senza interruzione fino alla seconda metà del XX secolo, con una continua evoluzione nelle dimensioni, nelle potenza e nel numero di assi fino ad arrivare a delle prestazioni invidiabili anche ai giorni odierni. Nel 1938 venne stabilito il record di velocità di 202 km/ora per le locomotive a vapore, mentre già nel 1908 venne tentata l'applicazione del motore a turbina ad una macchina a vapore. 
Tuttavia si evidenziava sempre più la necessità di sostituire il motore a vapore con uno di altro genere che permettesse una sostanziale riduzione dei costi di esercizio, sempre più crescenti con il costo del carbone e a causa della necessità, intrinseca nel sistema a vapore, di accudienza costante e lunghi tempi di preparazione al servizio.
La soluzione venne trovata nell'utilizzo di motori elettrici già verso la fine del secolo XIX mentre per l'utilizzo dei motori termici si dovette attendere il raggiungimento di affidabilità e di prestazioni migliori e al contempo meno onerose in termini di gestione e quindi oltre il primo decennio del XX secolo. Nel 1912 si ebbe la prima locomotiva diesel e, nel 1914, la prima diesel a trasmissione elettrica.

### Nasce la locomotiva elettrica
La prima locomotiva elettrica vera e propria, atta cioè al traino di veicoli, risale al 1879. Questa, costruita da Ernst Werner von Siemens, utilizzava energia elettrica a corrente continua a tensione piuttosto bassa, quindi sviluppava una potenza piuttosto modesta. Il limite massimo di tensione raggiungibile era, a quel tempo, limitato dai materiali di isolamento disponibili, per cui il sistema si sviluppò soprattutto per il settore tranviario e per le ferrovie di limitata estensione.

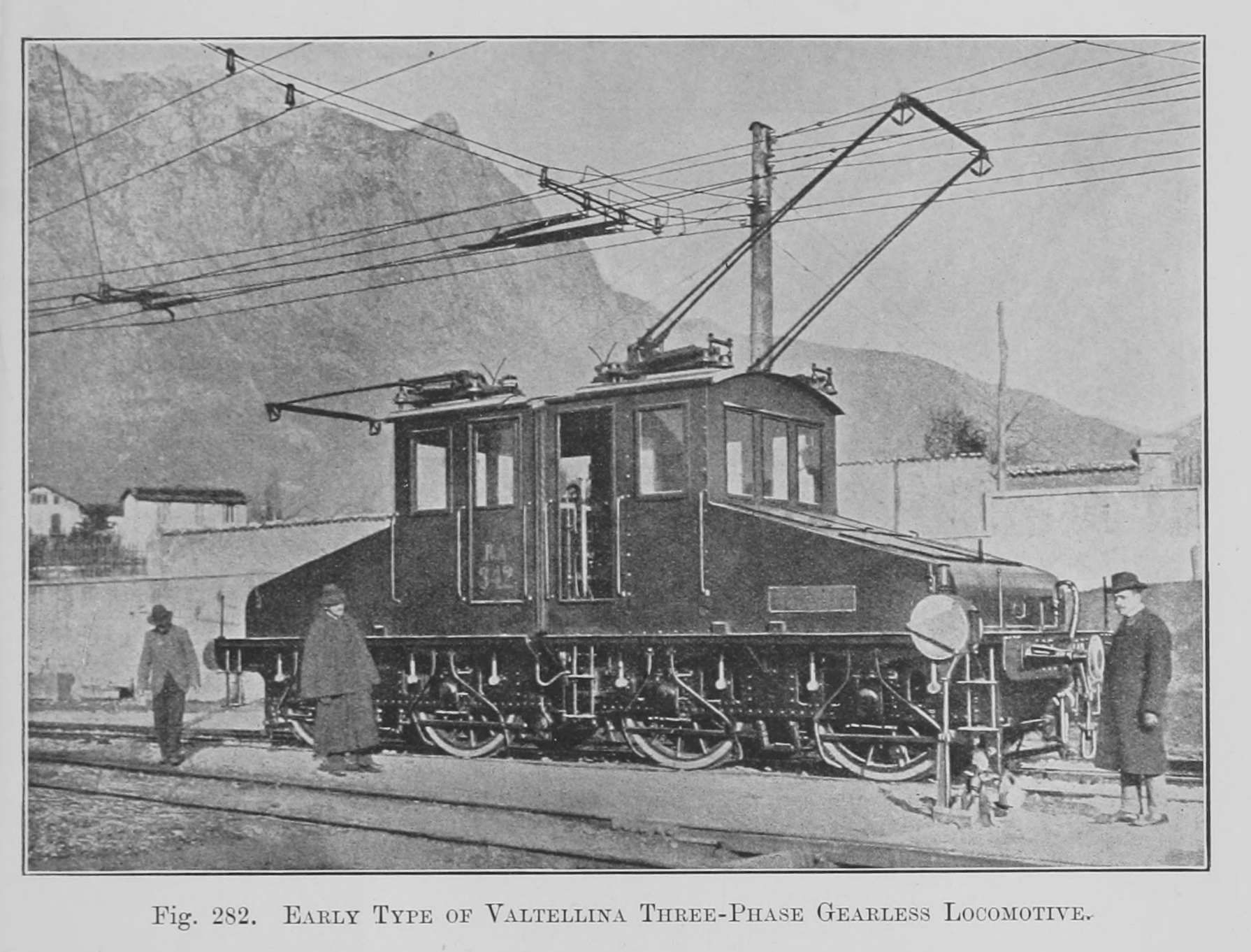
locomotiva FS E.430 del 1900 (originariamente siglata 34.2)

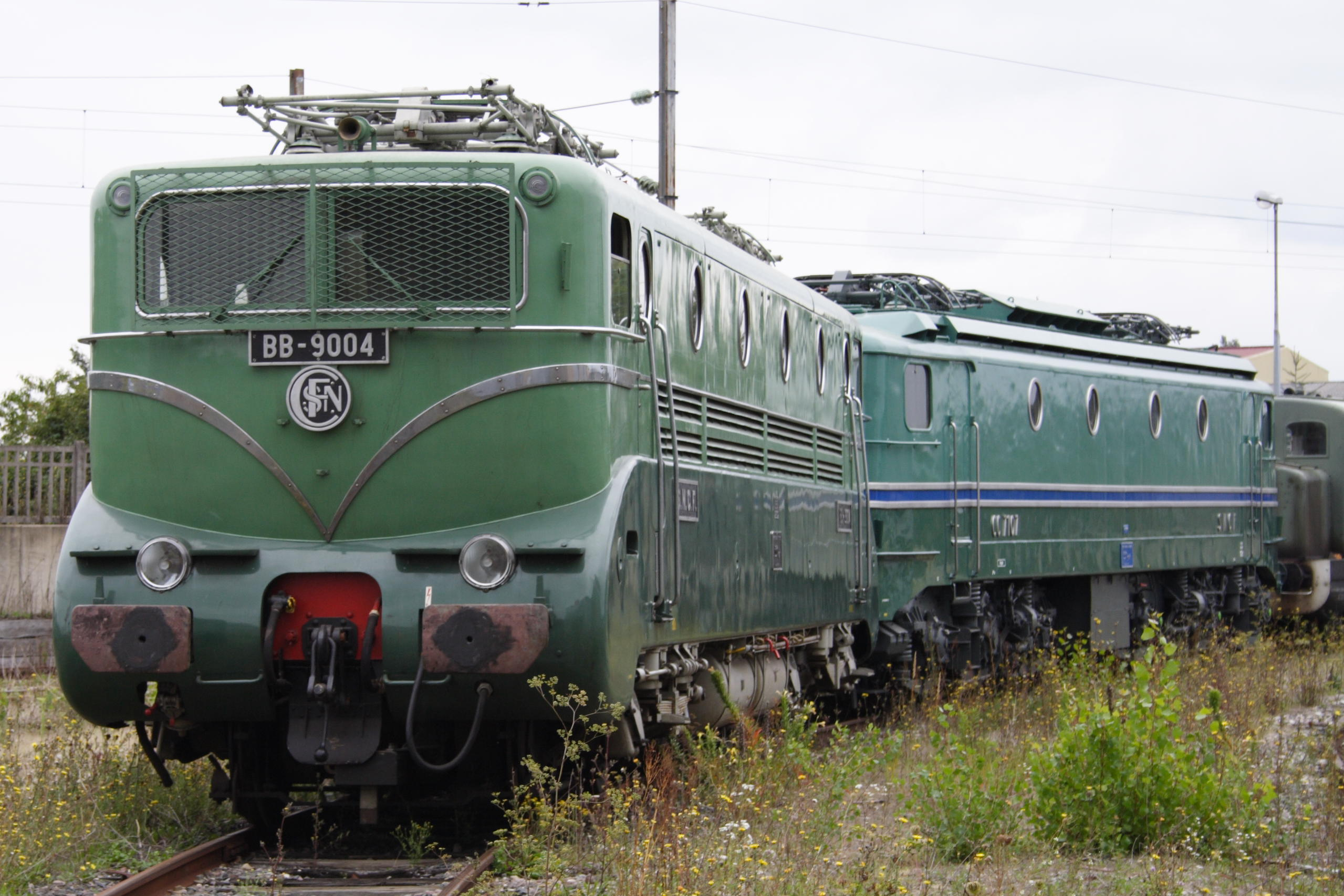
Locomotiva SNCF BB 9004-CC 7107 del record a trazione elettrica a corrente continua

La locomotiva ferroviaria vera e propria, in grado di sostituire pienamente quella a vapore, fu quella a corrente alternata trifase, a 3600 volt e a 15 Hz, e vide la nascita in Italia sulla linea della Valtellina la cui locomotiva FS E.430 rappresenta il primo vero e proprio esempio di motrice da treno a livello mondiale. Venne costruita, per conto della società italiana esercente la Rete Adriatica, dalle Officine di costruzioni ferroviarie ungheresi Ganz (per la parte elettrica) e dalla Reale Fabbrica di Macchine di Stato Ungherese (per la parte meccanica), allora tra le poche e più avanzate fabbriche del mondo nel settore elettrico ferroviario.
Le locomotive elettriche furono costruite qualche anno dopo anche a corrente continua a tensioni tra 1500 e 4000 volt e progressivamente soppiantarono quelle a trazione trifase grazie alla minore complicazione delle linee elettriche di alimentazione e alla maggiore versatilità del motore a corrente continua. Nel 1955 una locomotiva elettrica francese, a corrente continua, raggiunse il record di 315 km/ora.
I moderni orientamenti nella scelta dell'uso delle locomotive danno in genere la preferenza, per i treni passeggeri, alle locomotive elettriche mentre la scelta di quelle diesel è per le linee in cui non è presente o conveniente l'elettrificazione. Tale regola non è univoca in quanto legata anche ai costi e alle disponibilità locali dell'energia. Le linee ordinarie a trazione a vapore sono ormai poche nel mondo e in molti casi solo a scopo turistico e amatoriale. Quasi tutte le linee ad alta velocità usano locomotive elettriche.

## Caratteristiche generali

### Locomotiva a vapore
La locomotiva a vapore è quella macchina che serve a trainare veicoli per trasporto di merci o di viaggiatori sulle strade ferrate che utilizza, per la propulsione, un motore a vapore.
La base teorica del funzionamento del motore a vapore è la termodinamica che ha avuto come primo oggetto di studio proprio il motore a vapore nelle sue diverse applicazioni; per molti decenni questo motore fu il motore di trazione per antonomasia.
La struttura di massima è formata da un telaio rigido o articolato su cui è montata una caldaia, un forno e le apparecchiature connesse. Il telaio è posto su un certo numero di assali le cui ruote sono azionate da un motore a vapore a 2 o più cilindri i cui stantuffi azionano delle bielle motrici che mettono in azione le ruote motrici con meccanismo biella-manovella. Un accessorio importante è il tender che può tuttavia essere integrato nel corpo stesso della locomotiva, che in tal caso assume il nome di locotender.

#### Locomotiva con turbina a vapore
Una locomotiva con turbina a vapore è una locomotiva a vapore dotata di caldaia analoga a quella della locomotiva normale, ma in cui il vapore aziona le ruote tramite una turbina. Dal primo prototipo del 1908 si sono susseguiti vari tentativi, nessuno dei quali coronato da successo. Negli anni trenta e seguenti questo tipo di locomotiva fu considerato quale possibile alternativa alla locomotiva Diesel, che allora si stava diffondendo.

### Locomotiva elettrica

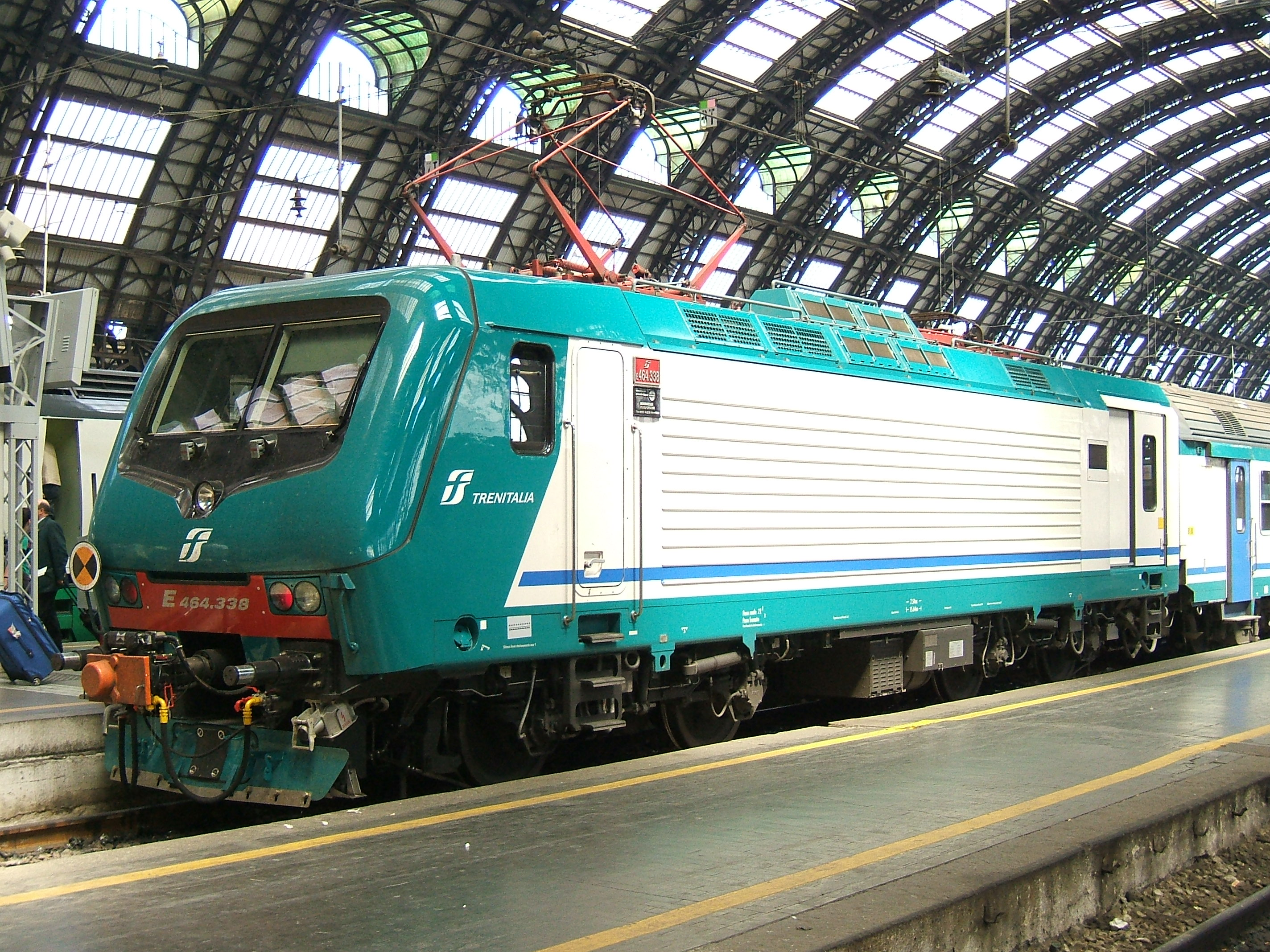
Locomotiva FS E 464, oggi la più diffusa sulle linee italiane

La locomotiva elettrica (detta anche locomotore elettrico) è di massima composta da un telaio rigido o articolato che poggia su un certo numero di assali o carrelli e da una cassa nella quale si trovano le apparecchiature elettriche, i sistemi di regolazione e controllo di potenza e velocità, i sistemi accessori per il raffreddamento delle apparecchiature e dei motori, per il pompaggio dell'aria compressa per i freni, nonché i mezzi di captazione della corrente elettrica (pantografo, trolley a stanga, pattini striscianti). I motori di trazione possono essere montati all'interno della cassa o sui carrelli; oggi si trovano quasi esclusivamente sui carrelli.
La locomotiva elettrica ha parecchi vantaggi rispetto alla sua antenata a vapore:
- il rendimento dei motori è superiore da cui deriva che a parità di percorso il locomotore elettrico consuma meno energia e, quindi, consente un maggior risparmio economico;
- maggiore facilità nell'ottenere prestazioni elevate in velocità ma soprattutto in potenza;
- maggiore comfort per il personale di macchina;
- non dipendenza da combustibili fossili (motivo principale della sua adozione precoce in stati privi o con scarse riserve di carbone come Svizzera o Italia);
- minor manutenzione e tempi morti (le operazioni di messa in servizio di una locomotiva a vapore richiedono alcune ore tra l'accensione e la messa in pressione della caldaia; sono inoltre necessari il rifornimento di acqua e di combustibile e la lubrificazione degli organi meccanici, che però possono avvenire durante il riscaldamento).

### Locomotiva diesel

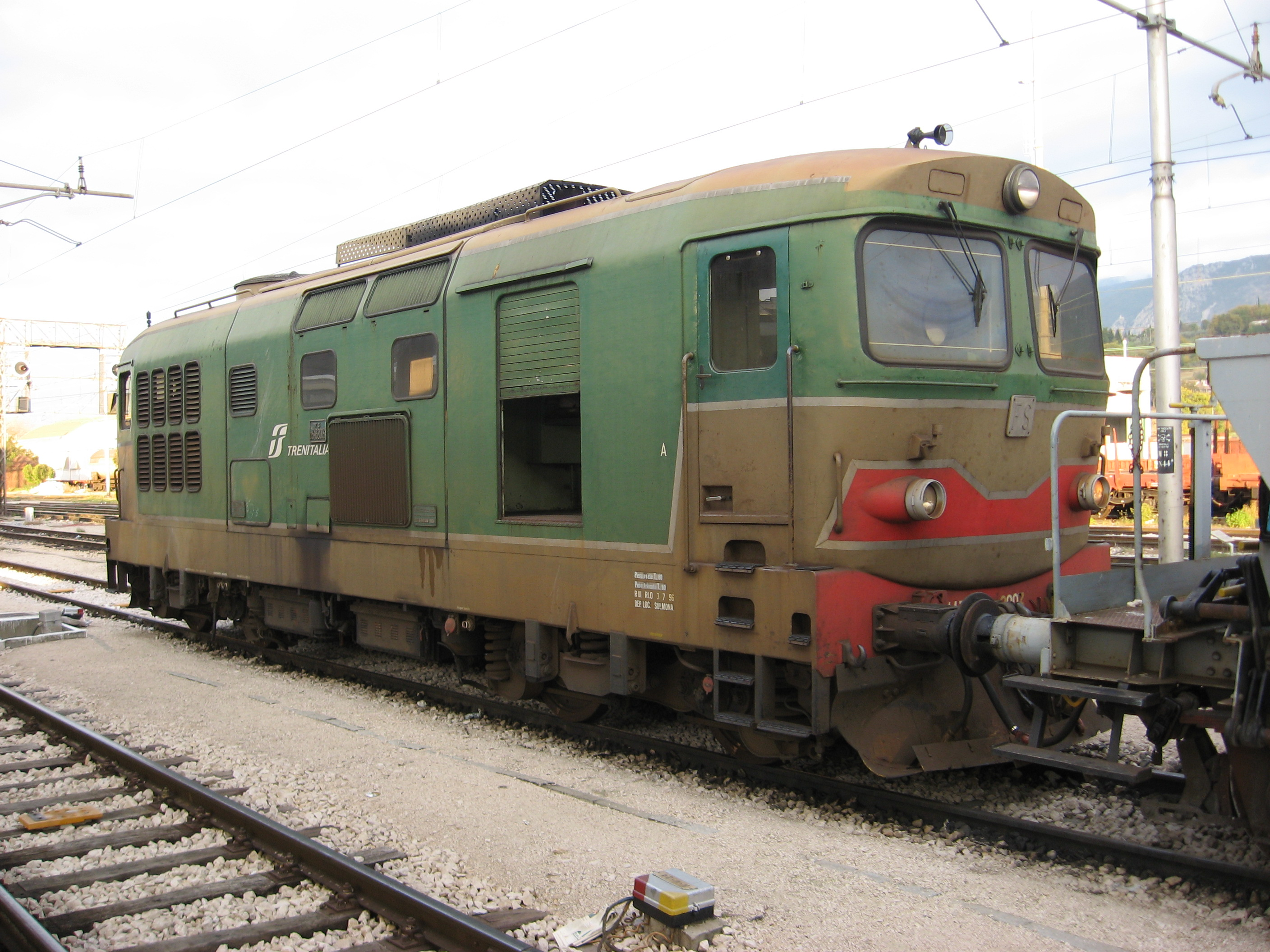
Locomotiva diesel-elettrica FS del gruppo D.343.

Questo tipo di locomotiva è dotato di uno o più motori diesel di grossa cilindrata e di elevata potenza montato in genere nel comparto centrale della cassa o in un avancorpo della macchina; la trasmissione del moto alle ruote può essere meccanica, elettrica o idraulica.
Queste locomotive sono generalmente le sostitute di quelle a vapore in tratti o linee ferroviarie, con un consistente traffico merci o passeggeri, prive di linea aerea o terza rotaia per la corrente elettrica. Sono dunque frequenti nelle reti ferroviarie di grandi paesi, come Stati Uniti, Russia, Cina e India, in cui non sempre conviene la linea aerea date le lunghe distanze, o paesi che hanno difficoltà a costruirla e mantenerla operativa su più ferrovie, come in Europa orientale, Africa ecc. In Italia, data la scarsa presenza di linee non elettrificate con un traffico consistente soprattutto di treni merci, tali locomotive sono al giorno d'oggi per di più utilizzate in servizi di manovra o di riserva, anche se vi sono ancora alcuni servizi regionali svolti mediante materiale tradizionale.

### Locomotiva a turbina
Si tratta di un sistema di trazione rimasto a livello sperimentale e che non ha avuto un grande successo. La prima locomotiva a turbina a gas venne costruita nel 1933 dalle officine svedesi Gotaverken-Nohab. Il motore di questo tipo di treno è costituito da una turbina azionata da un gas, del tipo di quelle aeronautiche.
Nel 1972 una locomotiva a turbina raggiunse i 318 km/ora.

## Usi della locomotiva
Nell'esercizio corrente alcune locomotive sono state studiate con funzione anche di carrozza passeggeri; dette automotrici, esse sfruttano la tecnica della potenza distribuita (motori dislocati sui carrelli), e sono in uso anche nelle metropolitane e in molti tipi di elettrotreni.
Tra i motivi che spingono a scegliere la locomotiva trainante di tipo tradizionale si possono includere:
- la maggiore velocità nel sostituirla in caso di guasto, non coinvolgendo i passeggeri nell'inconveniente;
- la maggiore sicurezza nell'avere la parte motore indipendente dai comparti passeggeri;
- la maggior facilità di manutenzione in seguito ad una più razionale sistemazione dei componenti;
- la possibilità di sostituirla alla testa di un convoglio a seconda delle necessità nel percorso o del numero dei carri agganciati.

La locomotiva ha tra le sue particolarità quella di poter non solo trainare un convoglio ma anche quella di poterlo spingere. Se esso è particolarmente lungo e pesante è possibile raddoppiarne o triplicarne le locomotive disponendole in testa, intercalate o una situata in testa al convoglio e una alla fine.
Nel campo dei trasporti passeggeri non è raro imbattersi nel cosiddetto push-pull, cioè in una locomotiva che spinge il convoglio, ma è controllata da una carrozza specifica di guida, priva di motore, in testa al treno, detta vettura semipilota.